# Богородицкое (Луганская область)
Богородицкое (укр. Богородицьке) — село, относится к Троицкому району Луганской области Украины.
Население по переписи 2001 года составляло 22 человека. Почтовый индекс — 92135. Телефонный код — 6456. Занимает площадь 5,3 км². Код КОАТУУ — 4425484502.

## Местный совет
92135, Луганська обл., Троїцький р-н, с. Покровське, вул. Радянська, 67  (укр.)